# 1828 au Nouveau-Brunswick
Chronologie du Nouveau-Brunswick
- 1824
- 1825
- 1826
- 1827
- 1828
- 1829
- 1830
- 1831
- 1832

Cette page concerne des événements d'actualité qui se sont produits durant l'année 1828 dans la colonie du Nouveau-Brunswick.

## Événements
- William Black[Lequel ?] devient la troisième personne à devenir maire de Saint-Jean, à la suite de la mort de John Robinson.

## Naissances
- 24 mars : Charles Arthur Everett, député

## Décès
- 8 octobre : John Robinson, homme d'affaires et maire de Saint-Jean.